# سایگاچنی
سایگاچنی (به لاتین: Saygachny) یک منطقهٔ مسکونی در روسیه است که در استان آستراخان واقع شده‌است.